# Велятино
Веля́тино (укр. Велятино; до 2018 года — Веля́тин) — село в Вышковской поселковой общине Хустского района Закарпатской области Украины.
Население по переписи 2001 года составляло 4576 человек. Почтовый индекс — 90453. Телефонный код — 3142.

## Географическое положение
Приграничное село Велятино находится в нескольких километрах к югу от Хуста, рядом с курортом Шаян. Расположено на р. Ярок, которая является притоком р. Тиса.

## Курортные ресурсы
На въезде находится источник термальной минеральной воды, на базе которого оборудованы лечебные ванны. Зимой работает горнолыжный подъёмник (300 м).